# Furcy
Furcy Madeleine, né le 7 octobre 1786 sur l'île Bourbon (actuelle île de la Réunion en France) et mort après le 12 mars 1856 à l'île Maurice, est un esclave réunionnais connu pour le procès qu'il intente à son propriétaire pour recouvrer la liberté. Le procès dure de 1817 à 1843, soit quasiment de l'interdiction de la traite (1815) à l'abolition de l'esclavage (1848).

## Contexte
Durant les décennies qui suivent la chute du Premier Empire, les besoins croissants en main-d'œuvre de la production sucrière et son industrialisation posent avec une acuité nouvelle la question centrale de l'esclavage dans les colonies européennes, dans le contexte politique nouveau issu de la Révolution et de l'Empire.

## Biographie

### Vie à l'île Bourbon
D’après le dossier juridique « Furcy », celui-ci a une mère indienne, Madeleine, née en 1759 à Chandernagor, probablement d'origine indo-portugaise. Madeleine est conduite enfant en France par une femme, Mlle Dispense, qui la confie avant d'entrer en religion à une certaine Madame Routier en partance en 1771 pour l'Île Bourbon. Madame Routier omet de renvoyer la jeune Madeleine, à Chandernagor, en Inde, comme elle s'y était engagée, et la garde à son service, sans doute comme nourrice des nombreux enfants Routier. La famille Routier fait partie de ces familles possédantes aux Mascareignes, également présentes aux Seychelles et en Inde (branche Routier de Grandval). Madeleine a trois enfants, tous nés à l'île Bourbon et dont les pères ne sont pas connus : Cyril (mort jeune, tué au combat contre les Anglais aux côtés de l'un des fils Routier), Constance, et Furcy, né le 7 octobre 1786. Madame Routier affranchit Madeleine en 1788 lorsqu'elle devient veuve, mais sans le dire à la principale intéressée. Celle-ci ne l'apprend qu'à la mort de sa maîtresse en 1808, et elle renonce au paiement de vingt années de salaire en échange de l'affranchissement de son fils, promesse que ne respecte pas l'héritier de Madame Routier. Madeleine meurt la même année que sa maîtresse. Furcy est alors confié au gendre de cette dernière, Joseph Lory, négociant et propriétaire d'esclaves à l'île Bourbon et à l'île de France, qui le garde comme esclave. Il apprend à lire et à écrire. Furcy devient l'intendant de la maison de Joseph Lory.
En 1817, le jeune homme découvre que sa mère a été affranchie avant son décès et décide de recourir à la justice pour faire valoir sa liberté, une liberté dont jouit sa sœur Constance depuis son propre affranchissement. Elle l'aide à constituer un dossier juridique afin de contester son statut d'esclave. Il est débouté en première instance et en appel au motif que sa mère n'a été affranchie qu'après la naissance de son fils, lequel est donc né esclave; ce qui est contestable puisque Madeleine est née libre en Inde. Pour étouffer l'affaire et apeurer les autres esclaves, Furcy est envoyé à la prison de Saint-Denis pour motif de marronnage pour deux mois mais il y reste dix mois de plus. Dès 1818, l'affaire Furcy refait surface, car le nouveau gouverneur le libère, le motif de son entrée en prison n'étant plus valable.
Lorsqu'il entame sa démarche en justice, il trouve un certain soutien en la personne du procureur général Louis-Gilbert Boucher. En raison de ses sympathies républicaines et antiesclavagistes, celui-ci s'attire l'hostilité de Philippe Panon Desbassayns, un important propriétaire terrien et le commissaire ordonnateur général de l'Île Bourbon. Boucher est muté en Corse en raison de cette hostilité. L'affaire fait grand bruit à Saint-Denis, les propriétaires d'esclaves redoutant une brèche juridique qui permettrait la libération de près de 15 000 individus. Le jeune substitut de Boucher, Jacques Sully Brunet, est également écarté du dossier. Furcy entretient jusqu'aux années 1840 une correspondance suivie avec la famille Brunet à l'île Bourbon et Louis Gilbert-Boucher lui-même en métropole.

### Vie à l'île de France
Furcy est exilé à l'île de France (alors possession anglaise) en 1818, sans papiers officiels, par Joseph Lory, dans la famille de celui-ci où il exerce comme gardien de la propriété.
En 1829, Furcy réclame sa liberté et les autorités anglaises de l'île finissent par l’affranchir, car il n’a été enregistré, ni à la douane, ni sur le bateau qui l’a amené, Joseph Lory ayant omis de le déclarer à son arrivée à Port-Louis. Devenu libre, Furcy demeure à Maurice et devient une célébrité locale comme confiseur, ce qui lui permet d’amasser une certaine fortune et même d'acheter deux esclaves en 1832-1834, juste avant l'abolition de l'esclavage à Maurice survenu en 1836. Il demande alors à être indemnisé.
Il se rend à Paris en 1835 pour poursuivre la procédure judiciaire jusqu'en cassation. Furcy assiste au procès en cassation dont les débats sont largement couverts par la presse parisienne en raison du caractère peu commun de l'affaire. Le 23 décembre 1843, un arrêt de la cour de renvoi (la cour royale de  Paris) déclare enfin que « Furcy est né en liberté. » Furcy est déclaré homme libre depuis sa naissance, et ce à l'âge de 56 ans après 27 ans de procédure. Fort de cet arrêt, et pour réparations de l'esclavage de fait qu'on lui a fait subir, Furcy demande réparation devant les tribunaux de Bourbon aux héritiers Lory et obtient 10.000 francs d'indemnité par une transaction qui met fin au procès. Durant ces années, il n'a cessé de contredire l'origine "Caf". Au contraire, il a toujours clamé ses origines indiennes (de sa mère) et blanches car son père était un colon. Furcy ajoute Joseph à son nom. Par la suite, il continue à gagner sa vie dans la confiserie et se marie avec une Mauricienne "Libre de couleur", Zulmée Maulgué. Il meurt le 12 mars 1856, à l'île Maurice.

## Autres affaires similaires
L'affaire Furcy n'est pas une affaire isolée. Louis Gilbert-Boucher a effectué des recherches très approfondies de jurisprudence dans les archives de la cour royale de Bourbon. Il cite dans l'un de ses rapports au ministre de la Marine et des Colonies une autre affaire un peu antérieure, l'affaire de l'indienne Tola, jugée devant la cour royale de Bourbon, où le même point de droit a déjà été soulevé.
Il y a notamment, en 1715, l'affaire de Pauline Villeneuve , décrite dans les Mémoires de Gérard Mellier alors qu'il est subdélégué de l'intendant de Bretagne à Nantes, une des principales villes profitant du commerce triangulaire. Ce procès et les mémoires rédigés par celui ci à l'attention du roi sur le thème du statut juridique des esclaves, va donner lieu à la création de l'Édit royal d'octobre 1716 concernant les esclaves nègres des colonies. Ainsi cette réforme de la loi, va instaurer une double rupture dans le droit français : revenir sur le principe du droit du sol, et créér dans le royaume une catégorie d’individus dont le statut n’existe pas jusque-là, celui des personnes vivant en esclavage.
Dans un contexte où la traite négrière commence à être interdite dans les colonies anglaises (dont l'île Maurice toute proche, où la famille Lory a des terres), et où les nations signataires du traité de Vienne se sont engagées à abolir l'esclavage, les Indiens se prétendent issus d'une nation d'hommes libres et refusent le statut d'esclave (Louis Gilbert-Boucher a connaissance d'un autre cas à la Martinique). Gilbert-Boucher s'élève également contre l'usage des lois que font les magistrats au profit des propriétaires d'esclaves et des contournements de son autorité de procureur général, dans un contexte de réforme des juridictions qui peine à s'imposer à l'île Bourbon.

## Postérité

### Recherches historiques
En mars 2005, les archives départementales de La Réunion (et non l'État) achètent en vente publique à l'hôtel Drouot, un gros dossier relatif à l'affaire Furcy, constitué par le procureur Louis Gilbert-Boucher. Ce dossier comprend des copies d'époque de documents judiciaires relatifs à cette affaire (toutefois, il ne s'agit pas du dossier du procès lui-même) et des correspondances privées adressées à Louis Gilbert-Boucher à propos de l'affaire Furcy, du conflit interne à l'administration judiciaire de l'île Bourbon à l'époque de l'affaire (réforme judiciaire de l'ordonnance du 1816, que Louis Gilbert-Boucher avait été nommé pour mettre en œuvre) et d'évènements de sa vie familiale. Ce dossier est consultable aux archives départementales de La Réunion  (sous-série 1 J) et a fourni une grande partie des sources du présent article.
L'avancée des recherches historiques est illustrée dans l'exposition installée au musée historique de Villèle, L'étrange affaire de Furcy Madeleine 1786-1856 en 2019-2020, où le mythe du personnage a resurgi du passé et a remis en question le point de vue culturel et historique de la population. L'ambiguïté de la vie de Furcy reste méconnue des habitants. Par ailleurs, l'exposition a reçu le label "Exposition d'intérêt national", est devenue une exposition itinérante dans la zone océan Indien. Traduite en anglais, elle doit être installée aux États-Unis, grâce aux travaux de l'historienne américaine Sue Peabody sur la famille Madeleine,,.

### Arts, littérature, films
- L'affaire Furcy a fait l'objet d'une performance itinérante impliquant une centaine de bénévoles autour de l'île de La Réunion, de 1998 à 1999, dans le cadre du cent-cinquantième anniversaire de l'abolition de l'esclavage, sous le titre Liberté plastik 1998, d'Arius et Mary Batiskaf[16].

#### Littérature
- L'histoire de Furcy est relatée dans une biographie de Mohammed Aïssaoui, L'Affaire de l'esclave Furcy (Gallimard, 2010) qui a obtenu le prix Renaudot essai et le prix du livre RFO[17].

#### Filmographie
- Un film d'animation sur l'affaire, L'affaire de l'esclave Furcy de Titak Production en 2015[7].
- Un documentaire de Pierre Lane, Furcy, le procès de la liberté, est diffusé en mai 2021 dans l'émission Archipels sur le portail Outre-mer La 1ère et sur France 3 (conseillers scientifiques Gilles Gérard et Sue Peabody), « Furcy » (présentation de l'œuvre), sur l'Internet Movie Database.
- Le rappeur et réalisateur Abd Al Malik entreprend la réalisation d'un film à partir du roman L'Affaire de l'esclave Furcy, dont la sortie était prévue en 2022[18],[19] puis retardée, avec Makita Samba et Romain Duris[20].

#### Théâtre
- Le comédien Hassane Kassi Kouayté a créé, fin 2012, L'Affaire de l'esclave Furcy, une pièce de théâtre d'après le roman de Mohammed Aïssaoui. La pièce a été jouée pour la première fois à La Réunion en avril 2013 (théâtre du Séchoir et théâtre de Champ Fleuri)[7].
- Une pièce de théâtre, Ferc6, des auteurs Erick Isana et Francky Lauret en 2016[7].

#### Musique
- Une chanson du chanteur réunionnais Kaf Malbar, intitulée #LordeFurcy en 2015[7].

#### Sculpture
- Marco Ah-Kiem a créé une sculpture de Furcy en 2018, qui est installée au Barachois, à Saint-Denis[7].

## Le nom Furcy
Le toponyme Furcy est attesté sur le territoire de la commune de Saint-Louis pour un îlet situé sur la route menant au cirque de Cilaos désigné du nom d'« Ilet Furcy » et il existe un chemin Furcy à Mont-Vert. Le lien avec l'affaire Furcy paraît toutefois extrêmement hasardeux. La famille de Furcy n'est pas attestée dans le sud : il s'agit d'une famille de Saint-Denis, également installée à Champ Borne à Saint-André par le mariage de Constance, sœur aînée de Furcy, avec un sieur Jean-Baptiste.
Furcy est un nom et un prénom relativement porté à La Réunion durant la première moitié du XIXe siècle, du nom du frère missionnaire bénédictin irlandais saint Fursy (VIIe siècle), à l'origine de ce vocable dans la Somme et en Seine-et-Marne. Sans être très courant, le terme est employé  indifféremment comme prénom et comme nom de famille à La Réunion, avant comme après l'affaire Furcy. L'association de Furcy (affaire Furcy) avec l'ilet Furcy paraît être une invention récente sans aucun fondement historique, complaisamment répétée par les médias et les commentateurs.

### Podcast
- Séries Noires à la Une, Saison 3, épisode 3 : L'esclave qui a défié ses maîtres: Furcy, né libre de droit, 2023, « Furcy » (présentation de l'œuvre), sur l'Internet Movie Database[21]